# Rome (métro de Paris)
Pour les articles homonymes, voir Rome (homonymie).
Rome est une station de la ligne 2 du métro de Paris, située à la limite des 8e et 17e arrondissements de Paris.

## Situation
La station est implantée à la limite administrative entre le quartier de l'Europe au sud et le quarter des Batignolles au nord. Elle se trouve sous le terre-plein central du boulevard des Batignolles, à l'est de la tranchée ferroviaire en provenance de la gare de Paris-Saint-Lazare, que la ligne enjambe au moyen d'un tunnel suspendu sous la voirie au-dessus des voies ferrées. Approximativement orientée selon un axe est-ouest, elle s'intercale entre les stations Villiers et Place de Clichy.
Le tunnel de la ligne 14 entre les stations Pont Cardinet et Saint-Lazare croise la station Rome en souterrain profond, sans toutefois la desservir en raison des contraintes géologiques du terrain.

## Histoire
La station est ouverte le 6 novembre 1902, soit un mois après la mise en service du tronçon entre Étoile (aujourd'hui Charles de Gaulle - Étoile) et Anvers de la ligne 2 Nord, intervenue le 7 octobre de la même année. Jusqu'à son achèvement, les rames de métro la traversaient sans y marquer l'arrêt. Cette ligne deviendra plus simplement la ligne 2 le 17 octobre 1907 à la suite de l'absorption de la ligne 2 Sud (correspondant à une large part de l'actuelle ligne 6) par la ligne 5 le 14 octobre précédent.
La station doit sa dénomination à sa proximité avec la rue de Rome, laquelle tire son nom de la capitale de l'Italie. Elle est établie au sein du quartier de l'Europe, ainsi nommé du fait de la présence de nombreuses rues portant le nom de grandes villes européennes, certaines de ces voies ayant également donné leurs noms aux stations Europe sur la ligne 3 et Liège sur la ligne 13.
La station est également, avec Iéna sur la ligne 9, Cité sur la ligne 4 ainsi que la station fantôme Haxo entre les lignes 3 bis et 7 bis, l'une des quatre du réseau dont la désignation comprend seulement quatre lettres, soit le plus petit nombre de caractères pour un nom de station dans le métro de Paris.
Dans le cadre du programme « Renouveau du métro » de la RATP, les couloirs de la station ainsi que l'éclairage des quais sont rénovés le 5 novembre 2001.
Le 9 octobre 2019, la moitié des plaques nominatives sur les quais de la station sont provisoirement remplacées par la RATP afin de célébrer le 60e anniversaire d'Astérix et Obélix, comme dans onze autres stations sur le réseau. Reprenant notamment la typographie caractéristique de la bande dessinée de René Goscinny et Albert Uderzo, Rome est ainsi humoristiquement renommée « Ils sont fous ces Romains ! » d'après la réplique récurrente d'Obélix. En outre, l'ensemble des affiches publicitaires sont également remplacées par des planches tirées de la célèbre bande dessinée.

### Fréquentation
Selon les estimations de la RATP, la station a vu entrer 2 753 714 voyageurs en 2019, ce qui la place à la 192e position des stations de métro pour sa fréquentation sur 302,. En 2020, avec la crise du Covid-19, son trafic annuel tombe à 1 435 310 voyageurs, ce qui la classe alors au 181e rang, avant de remonter progressivement en 2021 avec 1 696 331 entrants comptabilisés, la reléguant toutefois à la 211e position des stations du réseau pour sa fréquentation cette année-là.

## Services aux voyageurs

### Accès
La station dispose d'un unique accès intitulé « Boulevard des Batignolles », débouchant sur le terre-plein central du boulevard précité, face au no 60. Constitué d'un escalier fixe, il est orné d'un édicule Guimard, lequel fait l'objet d'une inscription au titre des monuments historiques par l'arrêté du 29 mai 1978, protection renouvelée le 12 février 2016.

Accès à la station
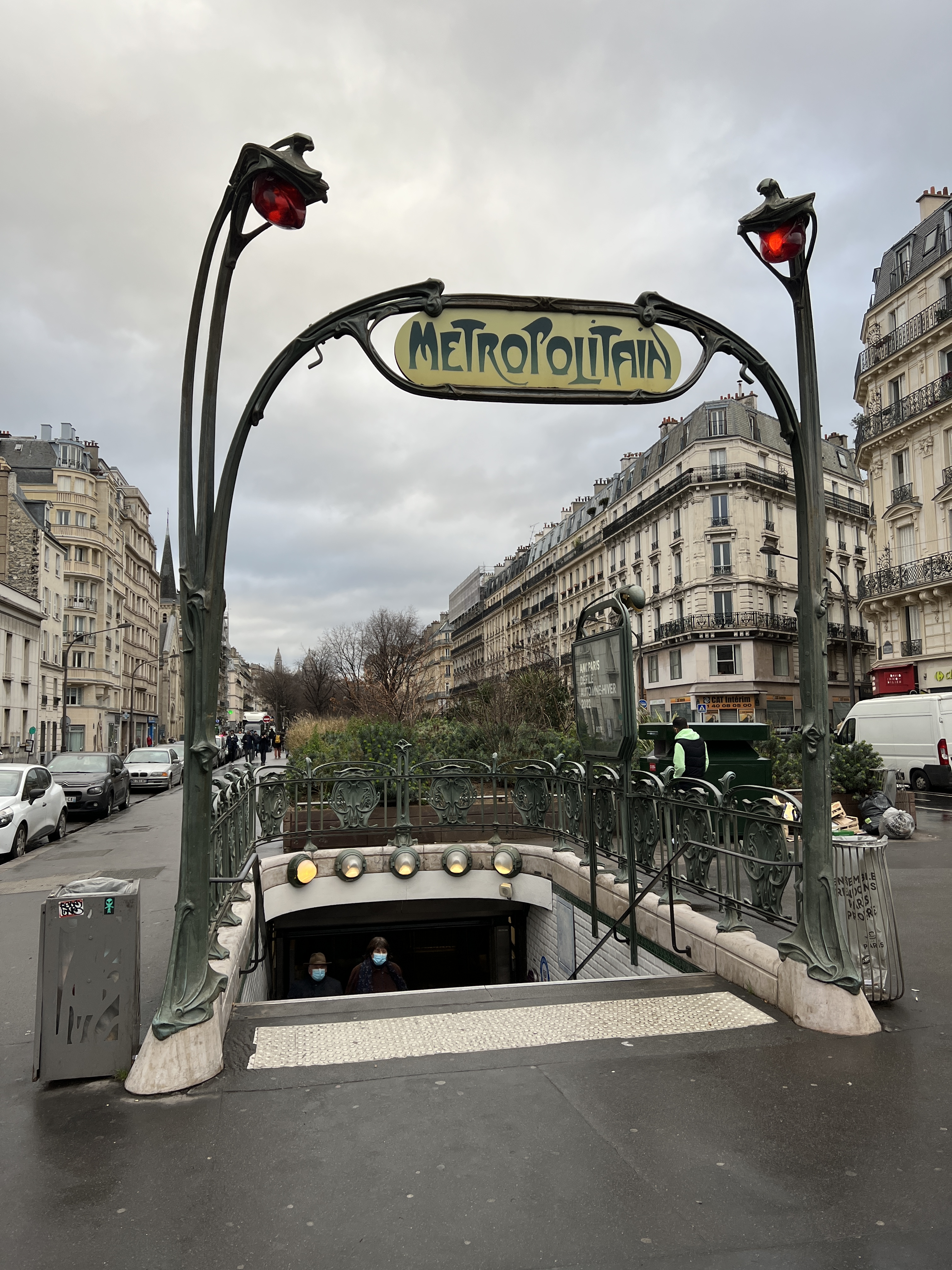
L'entrée de la station.
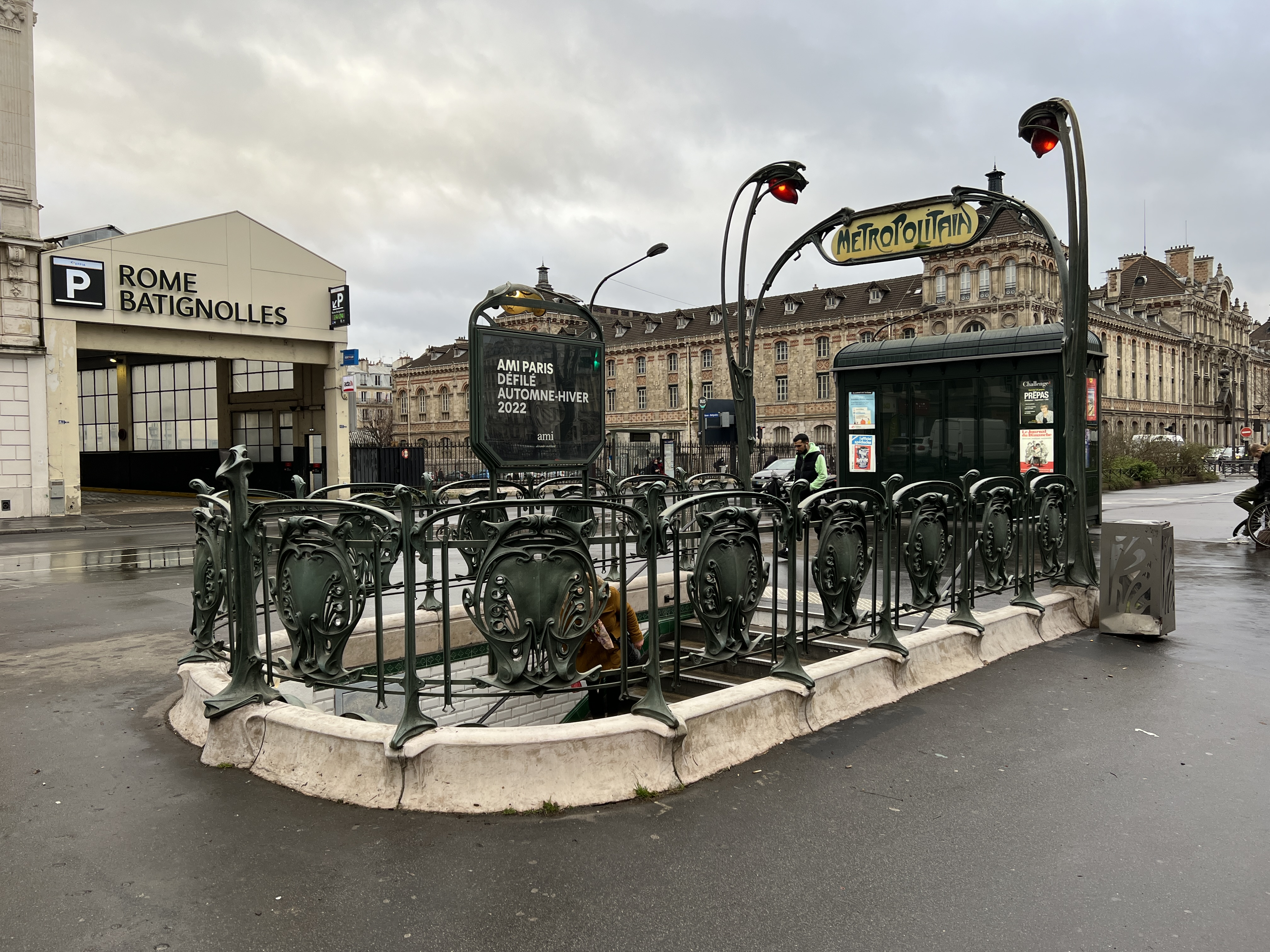
Vue arrière latérale de l'unique accès.
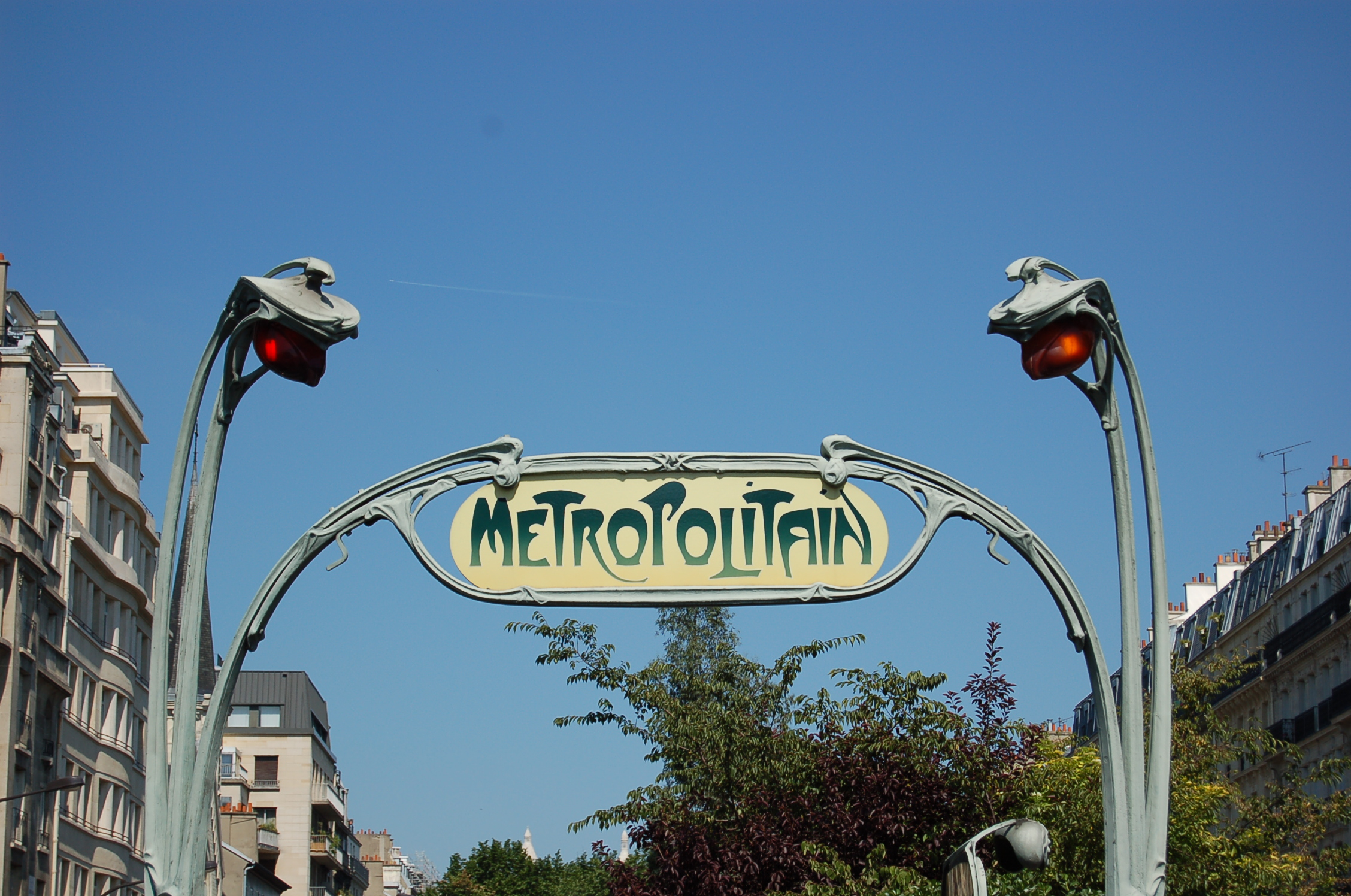
Détail du portique mouluré de l'édicule Guimard.

### Quais
Rome est une station de configuration standard pour le métro de Paris : elle possède deux quais, d'une longueur conventionnelle de 75 mètres, séparés par les voies du métro situées au centre. Elle est établie à fleur de sol, directement sous la voirie, le passage de la ligne 2 au-dessus de la tranchée ferroviaire provenant de la gare de Paris-Saint-Lazare (à l'ouest du point d'arrêt) n'ayant pas permis de creuser le tunnel plus en profondeur. Le plafond est ainsi constitué d'un tablier métallique, dont les poutres, de couleur argentée, sont supportées par des piédroits verticaux et reliées entre elles par des cornières, lesquelles portent des voûtains en briques peints en blanc. La configuration du tablier est toutefois différente de celle habituellement appliquée dans ce type de station : les poutres ne sont pas jumelées et sont plus espacées vers le centre, car la station est située directement sous le terre-plein du boulevard des Batignolles et n'a donc pas à supporter le poids des véhicules routiers, lesquels circulent sur des chaussées latérales. Cette couverture est percée en son centre d'un puits d'aération permettant d'amener directement la lumière du jour dans la station.
La décoration est une variante du style utilisé pour la majorité des stations de métro, avec les traditionnels carreaux en céramique blancs biseautés recouvrant les piédroits ainsi que les tympans, tandis que l'éclairage est semi-direct, projeté sur les piédroits et la première rangée de voûtains au-dessus de chaque quai. Les cadres publicitaires sont métalliques et le nom de la station est inscrit en police de caractères Parisine sur des plaques émaillées. Les sièges sont de style « Motte » de couleur rouge.

Quais de la station
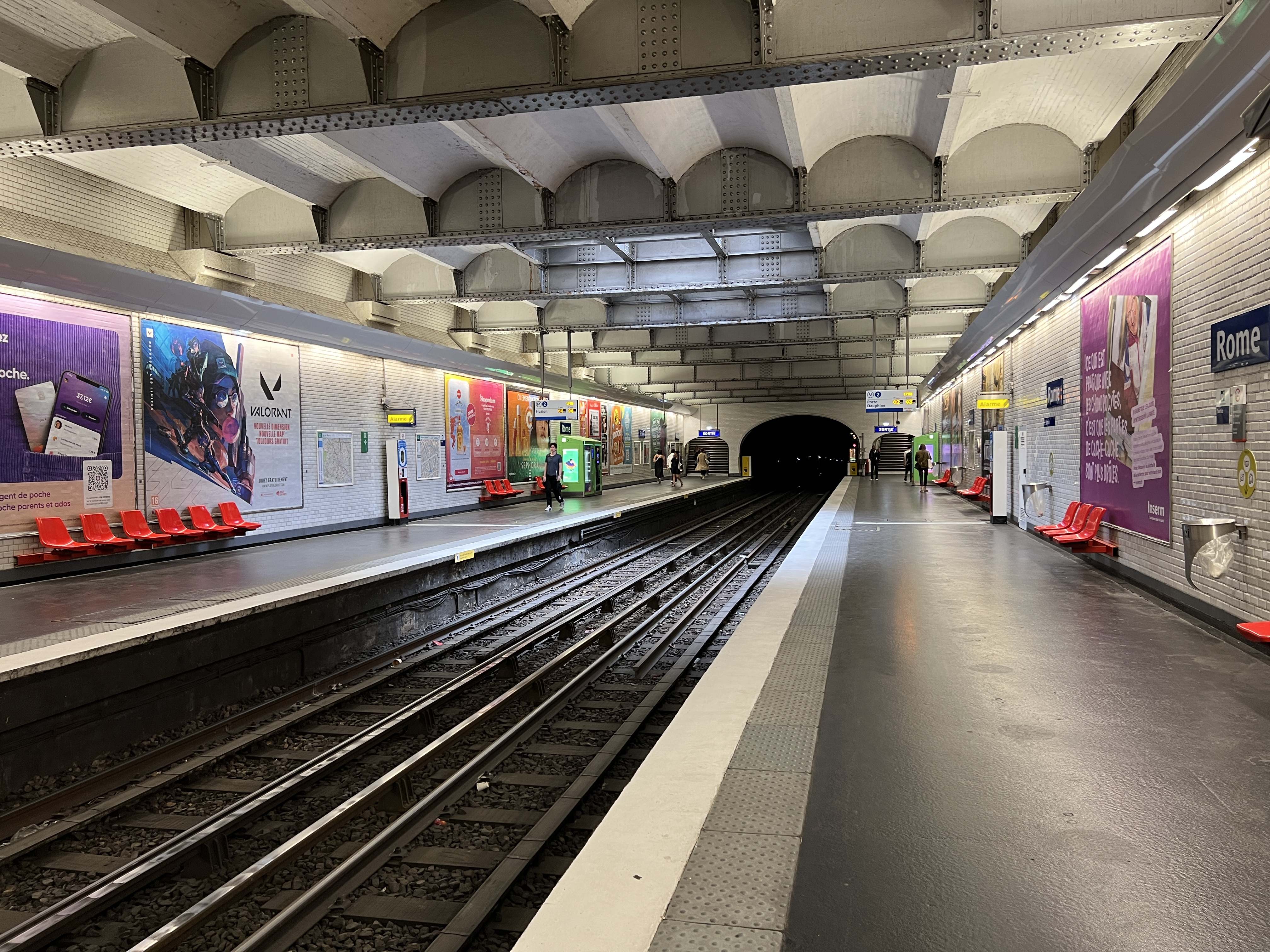
Les quais vus en direction de Porte Dauphine.
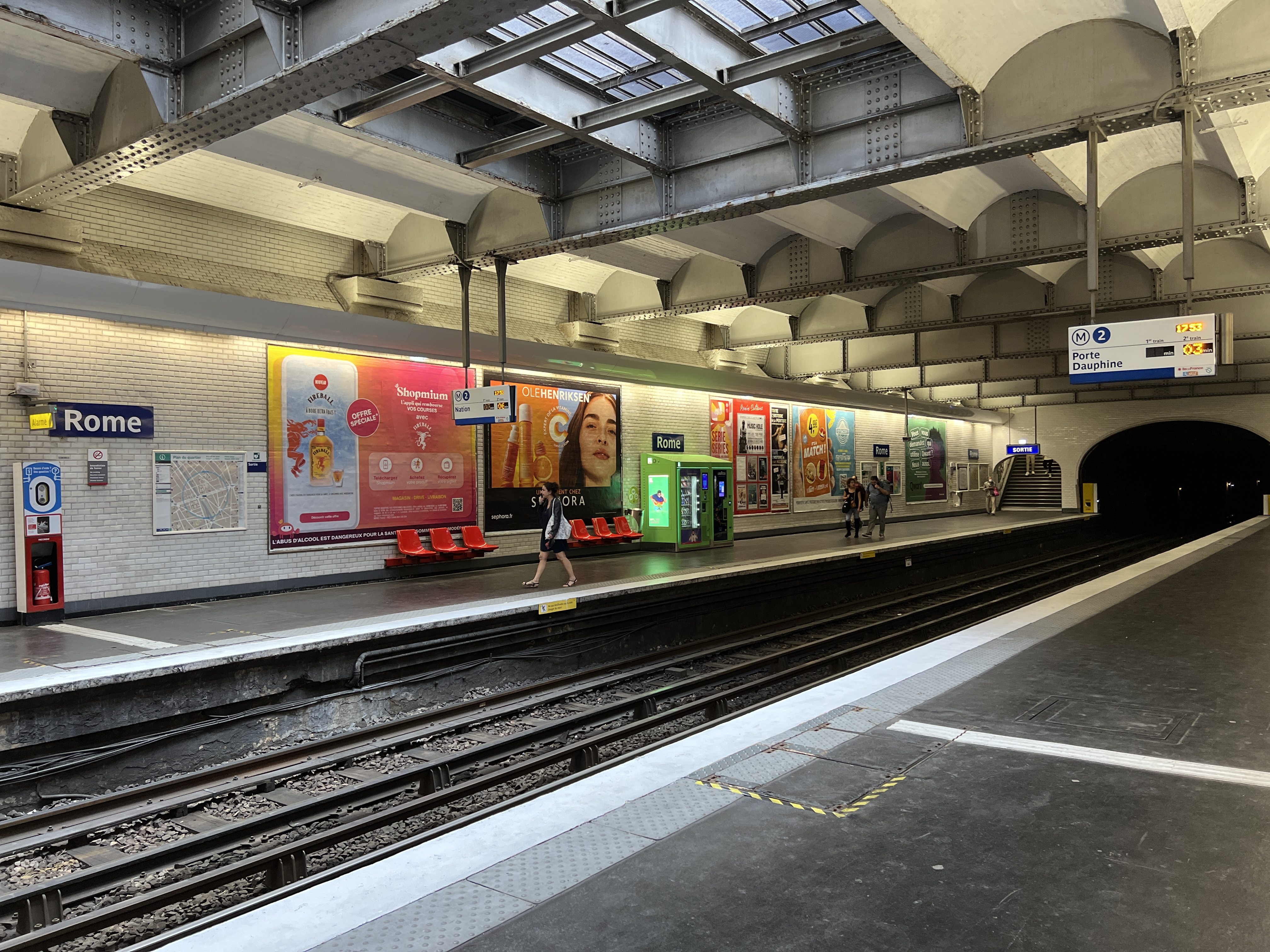
Les quais au niveau du puits central d'aération.
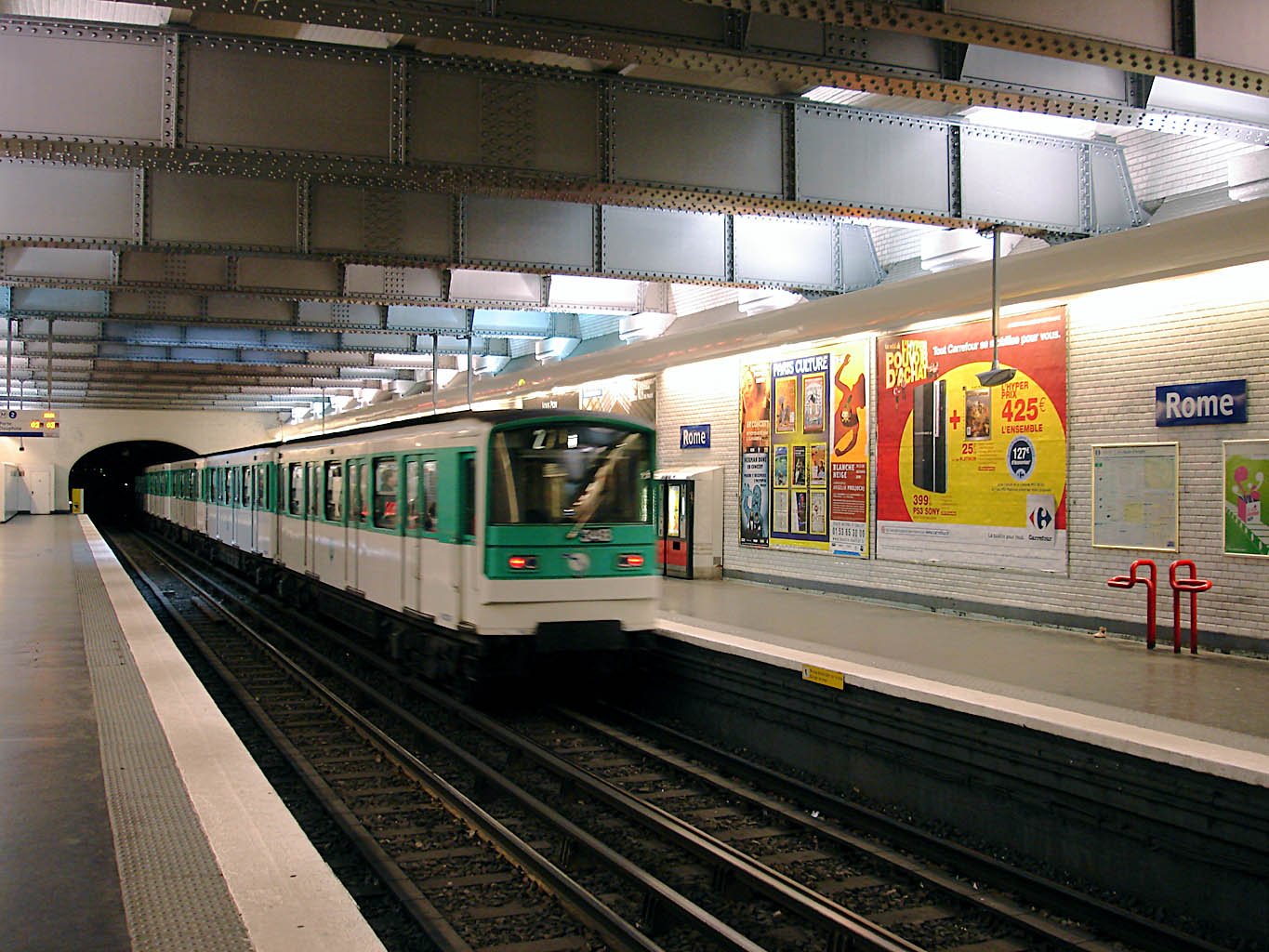
Départ d'une rame MF 67 en direction de Nation, en 2008.
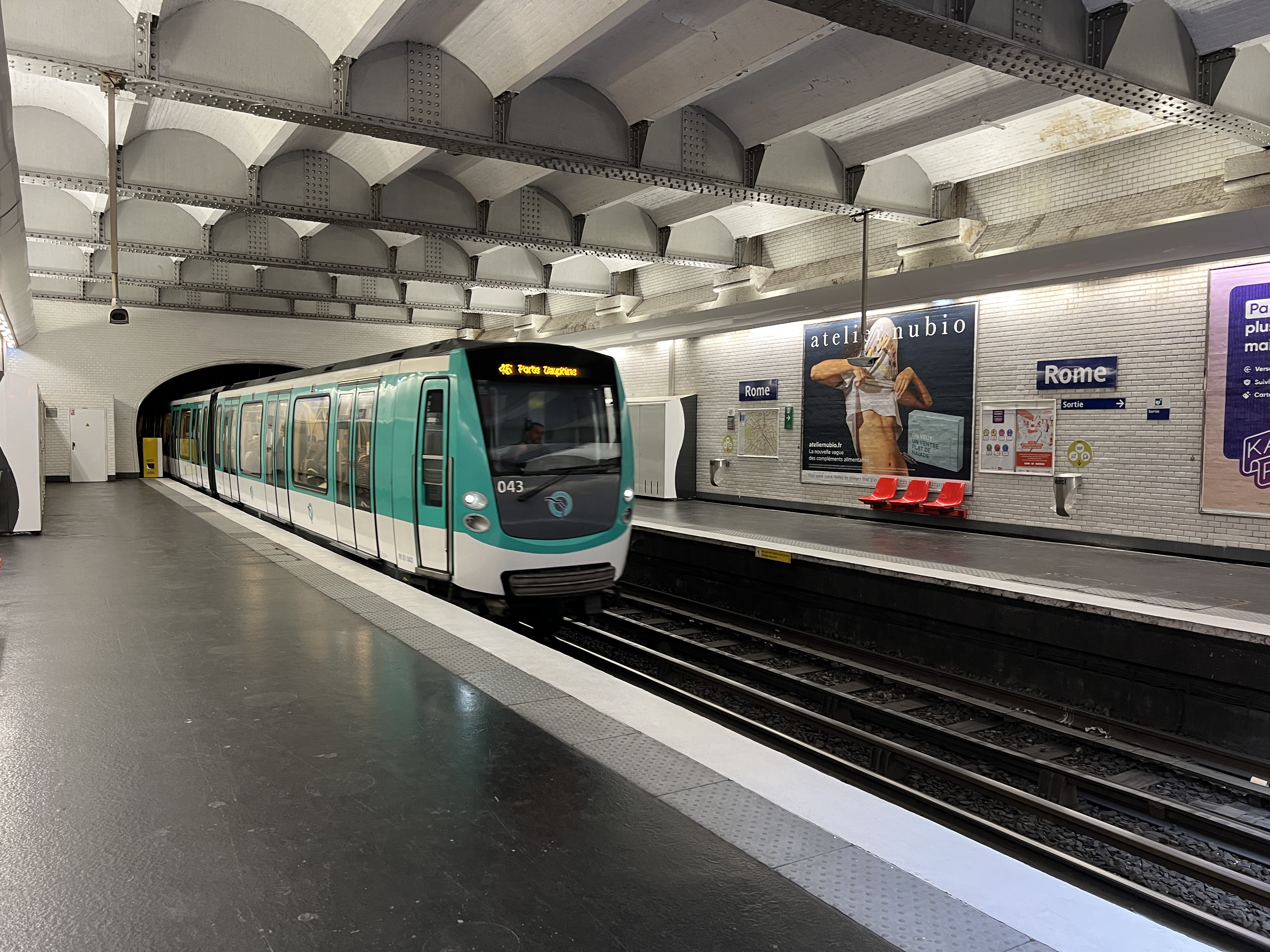
Entrée d'une rame MF 01 pour Porte Dauphine.
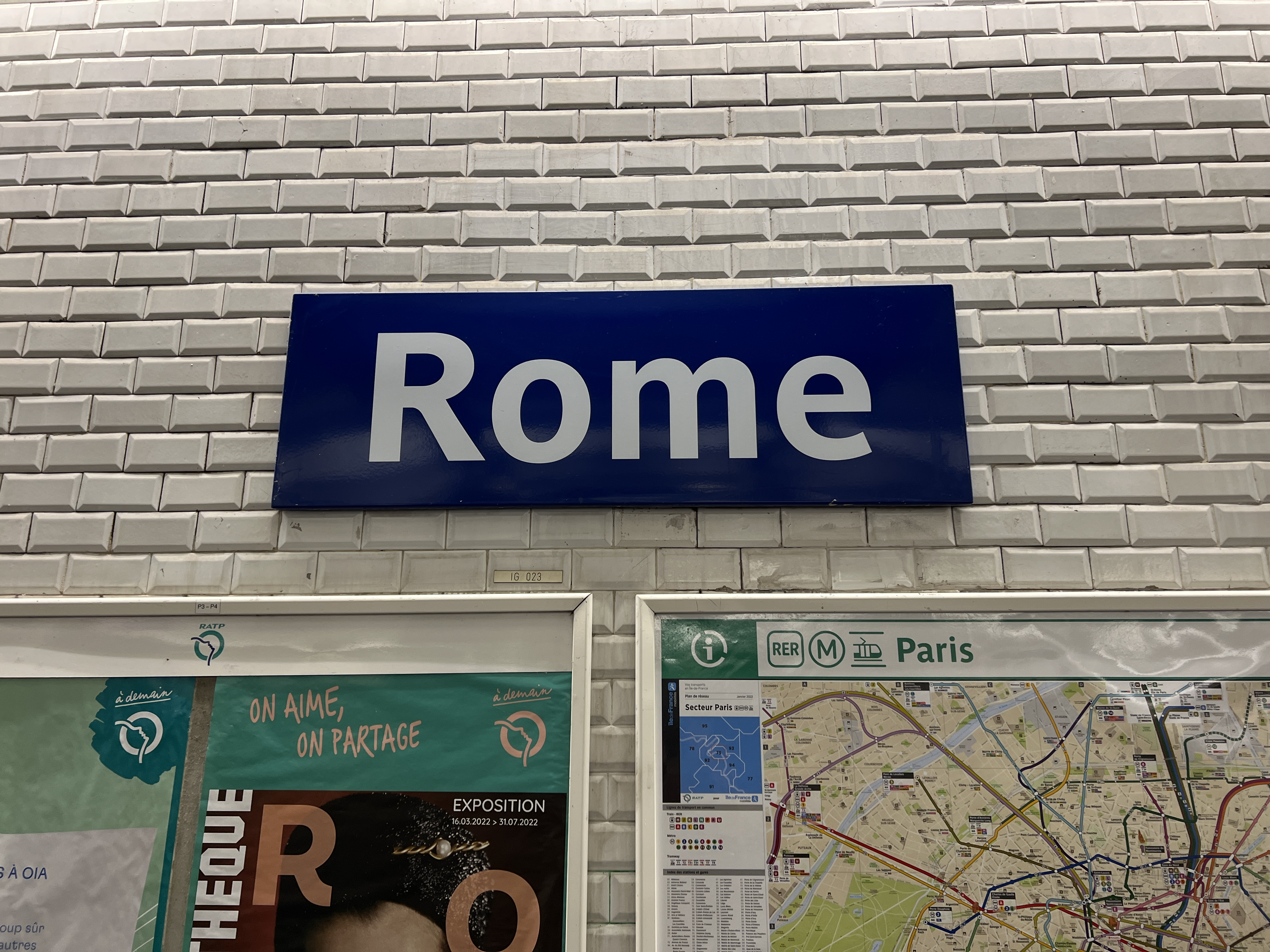
Plaque émaillée indiquant le nom de la station.

### Intermodalité
La station est desservie par les lignes 28, 30, 66 et 94 du réseau de bus RATP.

## Projets
Dans le cadre du prolongement au nord de la ligne 14 (inscrit en phase 1 du Grand Paris Express), destiné à désaturer la ligne 13 surchargée aux heures de pointe, il avait été envisagé un temps que cette station offre une correspondance afin de délester la station voisine Place de Clichy,. Toutefois, le schéma de principe évoque des complexités géologiques avec des risques de tassements de terrain affectant l'urbanisme existant pour conclure que « la faisabilité technique de la station Rome n'est pas avérée ». Le STIF préconise de privilégier l'alternative consistant en la construction d'une correspondance avec la gare de Pont-Cardinet qui offre des possibilités de correspondances directes avec le secteur de la Défense et pourrait également offrir une alternative intéressante aux voyageurs de la station Brochant contribuant à soulager la ligne 13.
À ce jour, le STIF devenu Île-de-France Mobilités a indiqué comme réservé l'emplacement de la potentielle station Rome.

## À proximité
- Mairie du 17e arrondissement
- Institut universitaire de formation des maîtres (IUFM)
- Lycée Chaptal
- Théâtre Hébertot
- Grande Loge de France